# Pellaea triphylla
Pellaea triphylla là một loài dương xỉ trong họ Pteridaceae. Loài này được Prantl mô tả khoa học đầu tiên năm 1882.
Danh pháp khoa học của loài này chưa được làm sáng tỏ. 